# Fiua
Fiua – miejscowość w Wallis i Futunie (zbiorowość zamorska Francji), położona na wyspie Futuna, w okręgu Sigave. Według spisu powszechnego z 2018 roku, liczyła 257 mieszkańców.